# Edvard Wennerholm
Oskar Edvard Wennerholm  (Stockholm, 22 januari 1890 - Stockholm, 13 maart 1943) was een Zweeds turner.
Wennerholm won tijdens de Olympische Zomerspelen 1912 in eigen land de gouden medaille met de Zweedse ploeg in de landenwedstrijd Zweeds systeem.

## Olympische Zomerspelen
| Jaar | Plaats    | Resultaten          |
| ---- | --------- | ------------------- |
| 1912 | Stockholm | team Zweeds systeem |